# کنت‌نشین هلند
کنت‌نشین هلند (به هلندی: Graafschap Holland) یکی از دولت‌های امپراتوری مقدس روم بود. در ۱۴۳۲ (میلادی) بخشی از هلند بورگوندی شد و از ۱۴۸۲ (میلادی) بخشی از هلند هابسبورگ. در ۱۵۸۱ (میلادی) یکی از استان‌های پیش‌رو در اسقلال هلند بود و پس از این در حلقه ی جمهوری هلند بود تا ۱۷۹۵ (میلادی) و انقلاب باتاو. نام همین سرزمین است، که در زبان پارسی، بر حسب اطلاق جزو به کل، بر سراسر کشور هلند اطلاق می‌شود. مرزهای تاریخی این سرزمین کمابیش همان دو استان هلند جنوبی و شمالی در تقسیمات کشوری امروز کشور هلند است.

## تاریخ
در حدود ۸۰۰ (میلادی) بیش‌تر اروپا زیر فرمان امپراتوری فرانک به فرمانروایی شارلمانی بود. در بیش‌تر عمر این امپراتوری مهم‌ترین یکای اداری را به لاتین پاگوس می‌گفتند. کنت کسی بود، که یک یا چند پاگوس را اداره می‌کرد. به سبب تراز بازرگانی منفی در برابر امپراتوری بیزانس و دولت‌های مسلمان و نیز در میان نبودن پول، اقتصاد کمابیش به دادوستد پایاپای فروکاسته شده بود.